# ソウル・フード (1997年の映画)
『ソウル・フード』（Soul Food）は、1997年のアメリカ合衆国のコメディドラマ映画。監督はジョージ・ティルマン・ジュニア、出演はヴァネッサ・L・ウィリアムスとヴィヴィカ・A・フォックスなど。アメリカでは1997年9月26日に『ザ・ワイルド』と同時公開。
シカゴを舞台としたブラック・ミドルクラスの物語で、家族と共同体と歴史をつなぐ絆としての黒人料理ソウルフードの映像美とR&Bの音楽や、アフリカ系アメリカの文化の新しくポジティブなイメージを提示したことで高く評価された。
本作をもとにしたスピンオフ・ドラマ『ソウル・フード』(2000年6月28日～2004年5月26日)は、水曜日の夜のゴールデン枠で放映され大ヒットを記録したドラマシリーズであり、4シーズン74のエピソードという空前の大ヒット長期ドラマは、後の『Empire 成功の代償』に至るまで、アフリカ系アメリカ人がメインキャストの初の大ヒットドラマとなった。

## ストーリー
アマッド少年は「ビッグ・ママ」の愛称でよばれている祖母マザー・ジョーが大好きだ。
「1本の指では何も変えられないが、5本の指を丸めれば力強い拳になる。家族はそんな拳になって力を合わせるのよ」と言うのが祖母の口癖だった。
ビッグ・ママは、家族のトラブルを解決する名人でもあり、「日曜ディナー」には南部の伝統ある最高の料理で、一族を集め楽しい夜を過ごした。その習慣は長く続けられ、一家を強い絆で結びつけていた。
ビッグ・ママの3女で愛称バードの結婚式で一族はお祝いに集まり陽気に踊ったが、花婿レムに前科があることを知っているのでどこかシラけた。バードは美容院を経営していたがレムは失職中。職を探すレムだが、麻薬密売の前科がネックになって仕事にありつけない。
アマッドのママ、マキシーンはビッグ・ママの2女で、ただいま妊娠中。パパのケニーとともに最も平穏な家庭と見られている。
マキシーンは姉の長女テリーと仲が悪い、テリーは恋人だったケニーを妹に奪われたからだ、しかしテリーは一家の出世頭で弁護士として成功し稼ぎもいい。夫マイルスも同業だが、彼は音楽に熱中しており本業に身が入らないのがテリーの悩みだ。
ビッグ・ママの死んだ妹の娘フェイスが転がり込んでくる。問題児でストリッパーをしていたこともあり、皆はイヤがったがフェイスは長女テリーの家に住むことになる。
ビッグ・ママの亡くなった夫は、理髪店やランドリーを経営するやり手だったが、バクチで失敗しママが働いて穴埋めした。隠し財産を持っているという噂もあるが、彼女は作り話だと言っている。ビッグ・ママの兄ピートは何年も部屋にこもりきりで、家族が食事を運んで面倒をみていた。
ビッグ・ママは糖尿病で、片足を切断しなければならなくなる。手術中、脳卒中で意識不明になり入院したままの生活が始まった。ママの病気をきっかけに家族の間に亀裂が生じてくる。
バードはママに変わって「日曜ディナー」を作ったが誰も来ず、初めて家族の伝統が中止になった。
レムが印刷所に就職が決まった。喜ぶレムだったが、バードが昔の恋人シミュエルに取り入って採用されたと知ったレムは、二人の関係を疑いシミュエルを殴りつけ、再び失業する。ひとりバーで浴びるように酒を飲み、そこでまたケンカをし、刑務所に逆戻りになる。夫を愛していたバードには悲しい結果になった。
マイルスは弁護士をやめ音楽の仕事に打ち込むようになるが、フェイスからダンスのオーディションでピアノを弾いてほしいと頼まれる。彼女は含格し、二人はいつしかセックスの関係を持つが、現場をテリーに見られてしまう。
マキシーンとケニーの結婚11周年パーティで、ついにテリーはマイルスとフェイスに怒りをぶつける、挙旬の果ては、ママの入院費をめぐって醜い争いにまでなる。
アマッドは家族が争うようになったのが悲しい。ビッグ・ママのベッドの側に寄り添い、早く元気になってほしいと願う。その時、5週間も眠っていたビッグ・ママが目を開き、アマッドに「家族を団結させるのがお前の役目よ、私は疲れたわ」と、口をきいたのだ、だがそれが最後で、まもなく息を引き取った。
テリーはビッグ・ママの死後、家を売りに出した。ますますバラバラになっていく家族。アマッドは母に「日曜ディナー」を頼み、ビッグ・ママが彼に残した遺言を披露するため家族全員を集めることになる。
隠し財産のあり場所を、ビッグ・ママが最後に口をきいたアマッドに教え、皆はその分配にあやかれると思い集まってきた。久しぶりの「日曜ディナー」だった。
「ママが残した金はどこだ」
「そんなものないよ。作り話だ。そうでもしなければ皆喧嘩して集まらず、家族がバラバうじゃないかビッグ・ママはディナーを開けと言ったんだ」
泣きながら訴えるアマッド。がっかりし、ムダな一日だったと帰り支度する大人たち。その時、予期せぬ出来事が起きる。

## キャスト
※括弧内は日本語吹替
- テリー: ヴァネッサ・L・ウィリアムス（弘中くみ子）
- マキシーン: ヴィヴィカ・A・フォックス（深見梨加）
- バード: ニア・ロング（伊藤美紀）
- マイルス: マイケル・ビーチ（大塚明夫）
- レム: メキ・ファイファー（松本保典）
- アマッド: ブランドン・ハモンド（英語版）（高乃 麗）
- ケニー: ジェフリー・D・サムズ（英語版）（菅原正志）
- ビッグ・ママ・ジョー: イルマ・P・ホール（片岡富枝）

## 作品の評価
Rotten Tomatoesによれば、批評家の一致した見解は「『ソウル・フード』は、定評のある料理と同様に、一連の風味豊かな食材をブレンドし、栄養と快適さを温かく気前よく提供してくれる。」であり、42件の評論のうち高評価は81%にあたる34件で、平均して10点満点中6.27点を得ている。
Metacriticによれば、15件の評論のうち、高評価は11件、賛否混在は3件、低評価は1件で、平均して100点満点中68点を得ている。